# Herderschule Kassel

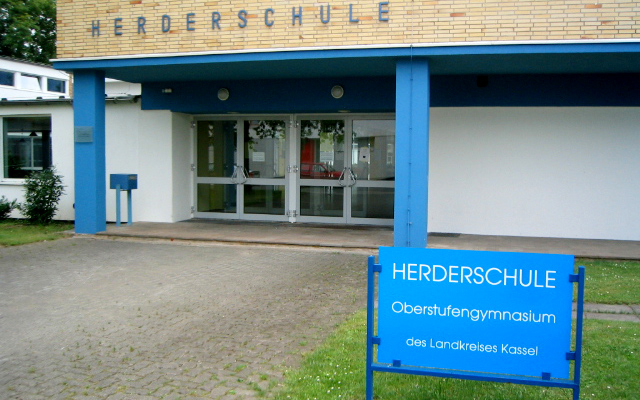
Der Eingangsbereich der Herderschule in Kassel

Die Herderschule Kassel ist ein Oberstufengymnasium für Schüler der kooperativen und integrierten Gesamtschulen des Schulverbundes Kassel-Ost und für Schüler von Realschulen und Gymnasien der Stadt Kassel. Sie liegt in der Kasseler Unterneustadt.

## Geschichte
Die Herderschule wurde 1955 als erstes Gymnasium für Jungen und Mädchen in Kassel in den Räumen der Heinrich-Schütz-Schule gegründet und zog 1960 als Reformgymnasium mit den Jahrgangsstufen 5–13 an ihren jetzigen Standort in die Maulbeerplantage im Kasseler Osten um, wo es bis dahin kein Gymnasium gegeben hatte. Orientiert an reformpädagogischen Vorstellungen stand für die Schule der „ganzheitlich auszubildende Schüler“ im Mittelpunkt der Arbeit, der Gedanke der Förderung jedes Schülers in seinen individuellen Fähigkeiten hatte zur Durchsetzung von Chancengleichheit im sozialen Umfeld besonderes Gewicht. Man verstand Schule nicht nur als einen Ort der reinen Wissensvermittlung, sondern man wollte durch ein vielfältiges Lernangebot das persönliche Bildungsprofil stärken. Ausdruck dieser Bemühungen waren das „Tagesheim“ mit Mittagstisch und Hausaufgabenbetreuung, „Neigungsgruppen“ und die musische Schwerpunktsetzung im schulischen Angebot. Auch ein gesprächs- und diskussionsoffenes Verhältnis zwischen Schülern und Lehrern gehörte zum Konzept. 1976 erfolgte die Umwandlung der Herderschule von einem Vollgymnasium in ein selbstständiges Oberstufengymnasium.

## Zukunft
Den Erfordernissen einer modernen Schule soll künftig auch durch bauliche Maßnahmen Rechnung getragen werden. Durch den verkürzten Gymnasialen Bildungsgang muss mit steigenden Schülerzahlen gerechnet werden, sodass noch in diesem Schuljahr (Stand: 2009) die Arbeiten an einem Erweiterungsbau begonnen bzw. Umbaumaßnahmen im Hauptgebäude durchgeführt werden.
Der geplante Neubau bietet neben Bibliothek und Mediathek kleinere Räume mit Lese- und Arbeitsplätzen, die flexibel für Einzel- oder Kleingruppenarbeit genutzt werden können. Außerdem sollen weitere Computer-Arbeitsplätze entstehen, eine Mensa für ca. 80 Personen, ein Ruheraum und eine Aula für 180 bis 200 Personen.

## Herkunftsschulen
Heute werden jährlich ca. 200–220 „Schulanfänger“ aus unterschiedlichen Herkunftsschulen in den Jahrgang 11 aufgenommen. Der größte Teil kommt von den Partnerschulen der Herderschule im Schulverbund Kassel-Ost:
- IGS Kaufungen
- GS Fuldatal
- Söhre-Schule
- Offene Schule Waldau
- Joseph-von-Eichendorff-Schule
- Wilhelm-Leuschner-Schule Niestetal
- GS Hegelsberg
- Ahnatalschule Vellmar

Außerdem besteht eine Kooperation mit der Luisenschule in Kassel und der Valentin-Traudt-Schule in Großalmerode.

## Besondere Angebote

### Tagesheimbüro

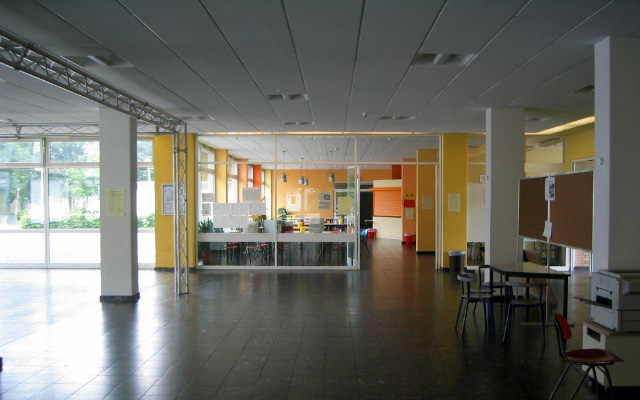
Blick aus der Aula auf das Tagesheim (Cafeteria) in der Herderschule Kassel

Das Tagesheim dient als Informations- und Beratungszentrum. Schüler können sich dort auch Schulmaterialien kaufen, Spiele ausleihen und sich in der Teestube ausruhen. Außerdem ist es während der Projektwoche Sitz des Projekttagemanagements.

### Kultur
Die Herderschule verfügt über eine Jazzband, ein Orchester, einen Chor, eine Theater-AG sowie den Herder-Filmsalon, bei dem regelmäßig Filme gezeigt werden.

### Schüleraustausch
Es bestehen Schüleraustauschprogramme mit den USA, der französischsprachigen Schweiz, Spanien und der Partnerschule in Jaroslawl (Russland).

## Bekannte Ehemalige der Herderschule
- Sinan Akkuş, Regisseur und Schauspieler
- Christine Aschenberg-Dugnus, Politikerin
- Peter-Matthias Gaede, Chefredakteur der GEO
- Ulrich Holbein, Schriftsteller
- Lenard Kunde, Schauspieler, Synchronsprecher und Hörfunkmoderator
- Katharina Küpper, Schauspielerin
- Wulf Noll, Schriftsteller und Essayist
- Barbara Rudnik, Schauspielerin
- Matthias Schubert, Jazz-Musiker
- Jamal Tuschick, Schriftsteller
- Martina Werner, Politikerin
- Heike Wiehle-Timm, Film-Produzentin
- Timon Gremmels, Politiker